# Aaaaaaaah!
Aaaaaaaah! é um filme de humor negro britânico de 2015 dirigido e escrito por Steve Oram. Protagonizado por Steve Oram, Tom Meeten e Julian Barratt, o filme estreou no FrightFest, a 28 de agosto de 2015.

## Elenco
- Julian Barratt
- Holli Dempsey
- Noel Fielding
- Lucy Honigman
- Shelley Longworth
- Alice Lowe
- Tom Meeten
- Steve Oram
- Sean Reynard
- Julian Rhind-Tutt
- Waen Shepherd
- Tony Way
- Toyah Willcox

## Recepção
No agregador de críticas Rotten Tomatoes, na pontuação onde a equipe do site categoriza as opiniões da grande mídia e da mídia independente apenas como positivas ou negativas, tem um índice de aprovação de 79% calculado com base em 14 comentários dos críticos. Por comparação, com as mesmas opiniões sendo calculadas usando uma média aritmética ponderada, a nota alcançada é 5,9/10.
Na Radio Times, Dave Aldridge avaliou com 1/5 de sua nota dizendo que o filme "não tem diálogo, apenas grunhidos, gemidos e sons guturais."
Em sua crítica na Variety,  Catherine Bray disse que "a estreia profundamente britânica de Steve Oram é o tipo de esquisitice cult hipnotizante cuja base de fãs será limitada, mas apaixonada".